# Neotheronia pilosa
Neotheronia pilosa là một loài tò vò trong họ Ichneumonidae.